# Tatra T5B6
Tatra T5B6 je československá tramvaj vyrobená v roce 1976 v počtu dvou kusů podnikem ČKD Praha, závod Tatra Smíchov. Tento typ měl být původně určen jako nástupce vozů T3SU exportovaných do Sovětského svazu, ve zkušebním provozu se ale neosvědčil a oba prototypy nakonec skončily v Mostě. V současnosti je jedna z tramvají zachována jako historická, druhý vůz byl rozebrán.

## Historické pozadí
Prototyp „klasického“ typu Tatra T3 vznikl již v roce 1961. Na jeho výrobu navázala sériová produkce, přičemž již od roku 1963 začaly být vozy v exportním provedení T3SU dodávány i do měst tehdejšího Sovětského svazu. Jako nástupce typu T3 vznikal od roku 1968 projekt nového modelu T5, který ale byl poznamenán odlišnými názory konstruktérů, výtvarníků a vedení podniku. Po dalších úpravách a vylepšeních došlo nakonec v roce 1976 k výrobě dvou prototypů tramvaje T5B6, která měla být podle plánů určena na export do Sovětského svazu.

## Konstrukce
Tatra T5B6 je standardní čtyřnápravový tramvajový jednosměrný vůz. Vozová skříň je usazena na dvou dvounápravových podvozcích, přičemž všechny nápravy jsou hnací. Každou nápravu pohání jeden kompaudní trakční motor TE 023 A1 s výkonem 77 kW (podle jiného zdroje motor TE 022 H o výkonu 44,5 kW), dva motory v každém podvozku jsou spojeny paralelně, stejně jako obě motorové skupiny. Motory jsou napájeny ze samostatného dvoufázového pulzního měniče. Tramvaj je vybavena tyristorovou elektrickou výzbrojí typu TV2, která umožňuje rekuperační brzdění. To je doplněno pulzně řízenou záskokovou odporovou brzdou, jejíž odporníky se nacházejí na střeše vozidla. Proud je z trolejového vedení odebírán běžným pantografem.
Vozová skříň má, na rozdíl od svého předchůdce T3, hranaté tvary, design navrhl Ivan Linhart. V pravé bočnici se nacházejí troje čtyřkřídlé skládací dveře. Řidičova kabina je uzavřená a oddělená od salónu pro cestující. V něm jsou koženkové sedačky rozmístěny v uspořádání 1+2.

## Dodávky a provoz tramvají Tatra T5B6

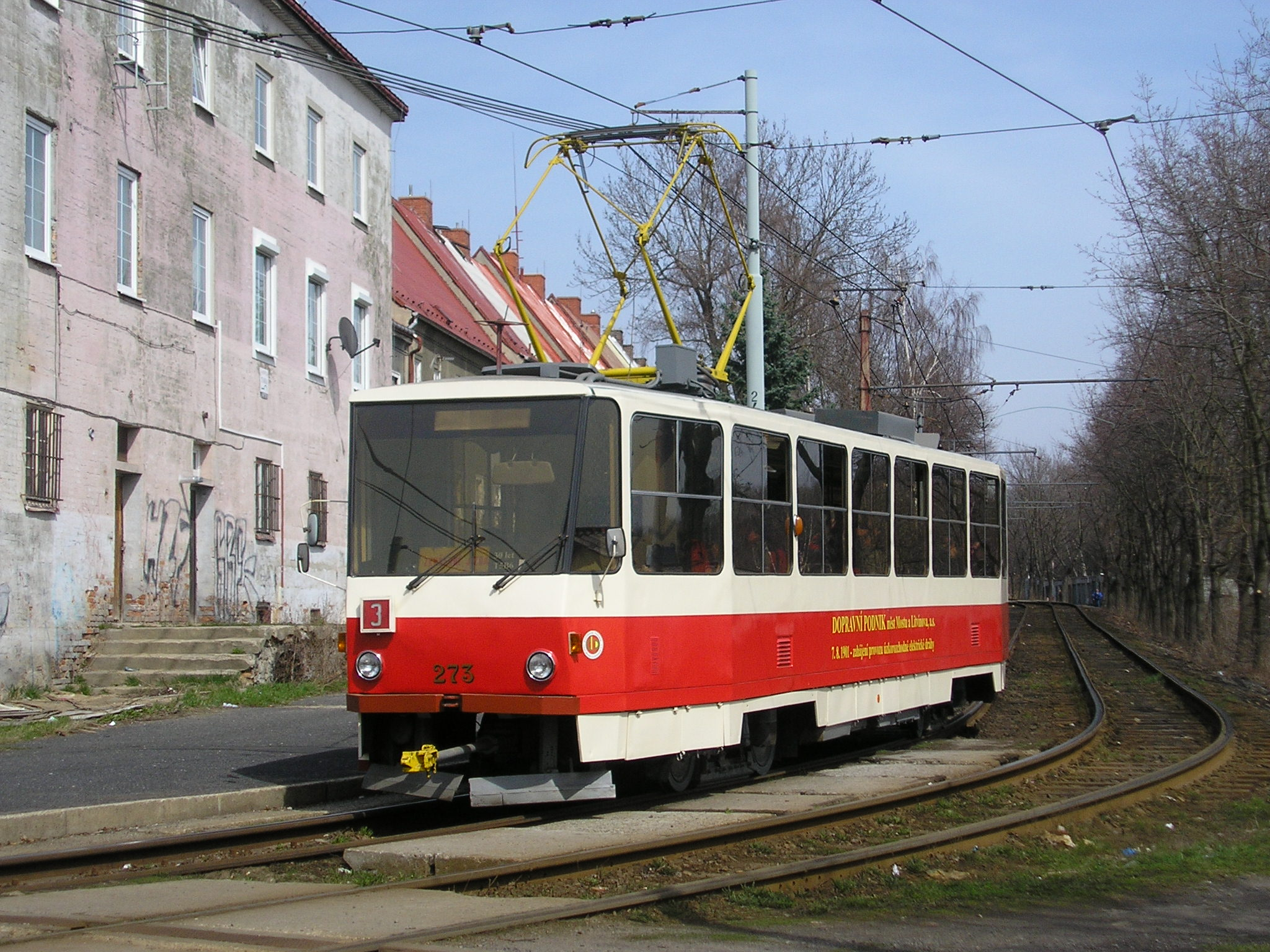
Vůz Tatra T5B6 v Litvínově

Dva prototypy tramvaje T5B6 (zároveň také jediné dva vyrobené vozy tohoto typu) byly dokončeny roku 1976. Označeny byly evidenčními čísly výrobce 8009 a 8010, které zapadaly do řady prototypů. Tramvaje byly zpočátku zkoušeny v Praze, kvůli širší skříni (2 600 mm oproti běžným 2 500 mm) ale nemohly být zkoušky zcela dokončeny. Proto byly přepraveny na mostecko-litvínovskou rychlodráhu (viz článek Tramvajová doprava v Mostě a v Litvínově), kde zkušební jízdy dále pokračovaly. V roce 1978 byly oba prototypy zapůjčeny do Tveru (tehdy Kalinin) v dnešním Rusku, kde se ale neosvědčily a proto byly následujícího roku vráceny zpět výrobci.
Zájem o jejich provoz ale měl Dopravní podnik měst Mostu a Litvínova, jenž byl s tramvajemi při zkušebních jízdách spokojen. Oba vozy proto ještě v roce 1979 odkoupil a počátkem roku 1980 je zařadil do běžného provozu s vlastními evidenčními čísly 272 (původně č. 8009) a 273 (původně č. 8010). Jediným negativem na jejich provozu byla bezpečnostní rizika při míjení na meziměstské trati Most – Litvínov, tramvaje T5B6 tedy byly vypravovány pouze na mosteckou městskou linku č. 2 mezi hlavním nádražím a Velebudicemi.
Provoz vozu č. 272 byl ukončen roku 1990, následně byl využit jako zdroj náhradních dílů pro druhou tramvaj a poté byl sešrotován. Vůz č. 273 byl v provozu do roku 1993, vzhledem ke své atypičnosti a historické hodnotě zůstal zachován jako „nejmladší historická tramvaj v ČR“. Od té doby je vůz využíván při různých výročích MHD a rovněž pro objednané příležitostné jízdy. V roce 2001 tramvaj podstoupila střední prohlídku, díky čemuž získala trvalý průkaz způsobilosti historického drážního vozidla.

## Historické vozy
- Most a Litvínov (vůz ev. č. 273)